# Job Cohen
Pour les articles homonymes, voir Cohen.
Marius Job Cohen, né le 18 octobre 1947 à Haarlem, est un homme politique néerlandais. Il est bourgmestre d'Amsterdam de 2001 à 2010 et dirigeant du Parti travailliste (PvdA) de 2010 à 2012.

## Biographie

### Famille et jeunesse
Fils d'une famille juive, il étudie le droit à l'université de Groningue. Plus tard il travaille à l'université de Leyde et à l'université de Maastricht. Il devient professeur à l'université de Maastricht en 1983 et recteur de cette université en 1991.

### Début de carrière
En 1993, Cohen devient secrétaire d'État à l'Enseignement dans le troisième cabinet du chrétien-démocrate Ruud Lubbers. Un an plus tard, il retourne à ses travaux scientifiques. En même temps, il est membre de la Première Chambre, la chambre haute des États généraux.
En 1998, il démissionne de la Première Chambre pour devenir secrétaire d'État à la Justice dans le second cabinet du travailliste Wim Kok. En tant que secrétaire d'État à la Justice, il lui est donnée la responsabilité de préparer une nouvelle loi sur l’immigration.

### Bourgmestre d'Amsterdam
Il démissionne comme secrétaire d’État au moment où il est nommé bourgmestre d'Amsterdam par arrêté royal le 17 janvier 2001. Peu de temps après son entrée en fonction comme maire, il unit un couple homosexuel par les liens du mariage. Il s'agit du premier mariage homosexuel au monde. Quelques mois plus tôt, Job Cohen en tant que secrétaire d’État défend devant les États généraux la proposition de loi sur la légalisation du mariage homosexuel.
Pour les élections législatives de 2003, il est pressenti comme tête de liste des travaillistes ; le chef politique du parti, Wouter Bos, prend finalement la direction de la campagne.

#### Reconnaissance internationale

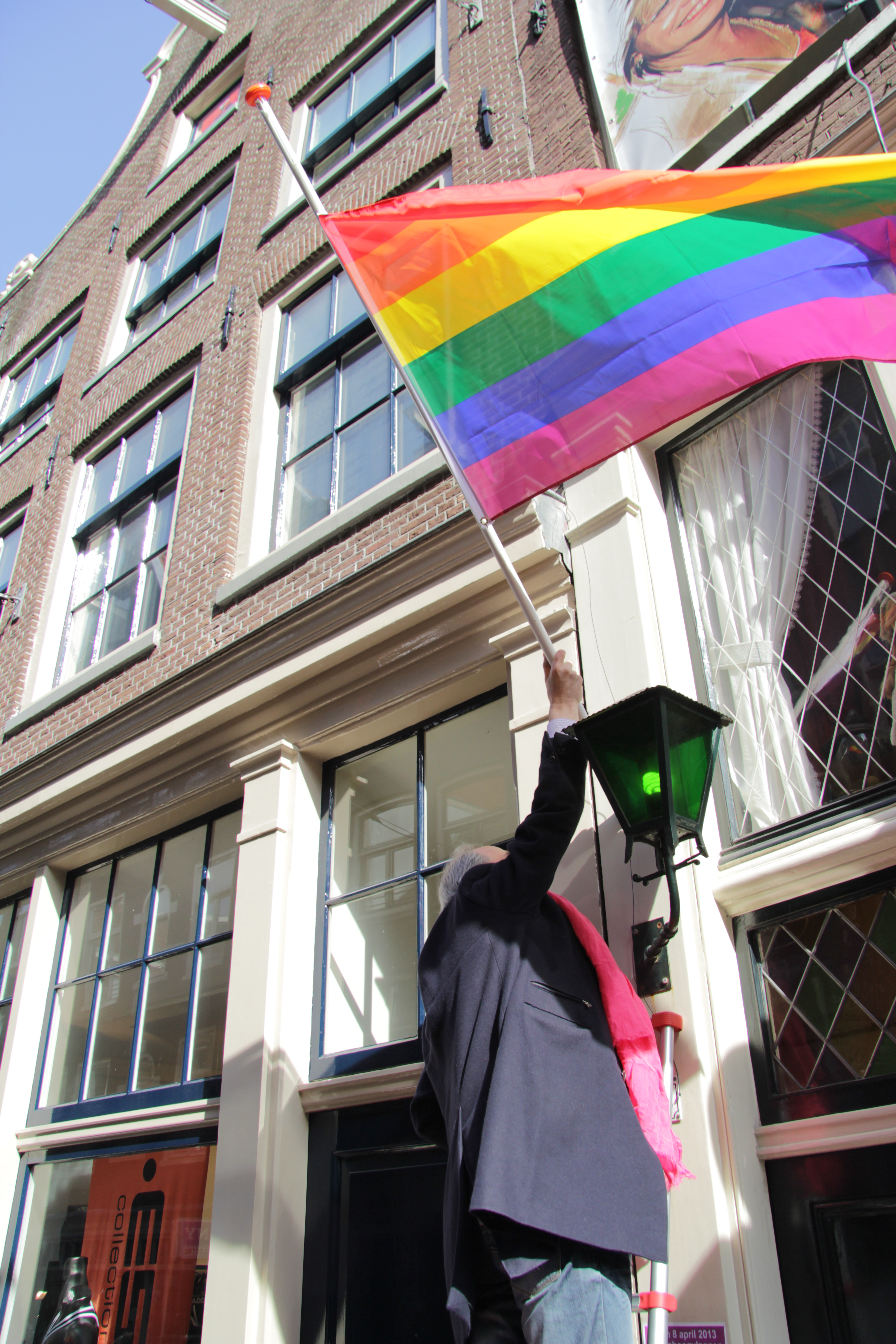
Cohen accrochant un drapeau LGBT à Amsterdam, lors d'une visite de Vladimir Poutine dans la capitale.

En 2005, Cohen est proclamé par le magazine Time comme European Hero (« héros européen ») pour son comportement après l’assassinat de Theo van Gogh par un extrémiste musulman en novembre 2004 dans une rue fréquentée. À cette occasion, appuyant les gens dans leur protestation, il appelle en même temps à l’unité et à la tolérance. Depuis ce temps-là, le maire fait de son mieux pour « garder la cohésion » (en néerlandais selon Cohen, de manière familière : de boel bij elkaar houden) afin que la ville d'Amsterdam soit fidèle à sa réputation de ville ouverte et tolérante.
En 2006, Cohen est l'un des candidats pour le World Mayor Award 2006. Des cinquante dirigeants de villes de cinq continents, Cohen obtient la deuxième place après le maire John So de Melbourne.

### Chef politique des travaillistes
Le 12 mars 2010, après le retrait de Wouter Bos à la tête du Parti du travail (PvdA), Job Cohen annonce qu'il quitte ses fonctions de maire d'Amsterdam avec effet immédiat, et qu'il est prêt à prendre la tête de la liste du parti pour les élections législatives anticipées. Le jour du scrutin, le PvdA perd trois sièges mais se classe tout de même en deuxième position, juste derrière les libéraux.

### Retrait de la vie politique
Le 20 février 2012, il démissionne de la tête du Parti travailliste, du poste de chef du groupe travailliste à la chambre basse du Parlement et de son poste de député car n'arrivant pas à « offrir des perspectives aux gens [de] manière efficace ». Le parti est par ailleurs en chute libre dans les sondages, crédité de 14 députés, principalement au profit de son rival de gauche, le Parti socialiste.

### Vie privée
Job Cohen est membre du Parti travailliste depuis ses vingt ans. Il est marié et père d'un fils et une fille.

## Distinctions
- Chevalier de l'ordre du Lion néerlandais